# Форт Апачи
«Форт Апачи» (англ. Fort Apache) — вестерн режиссёра Джона Форда, вышедший на экраны в 1948 году. Лента снята по мотивам произведения Джеймса Уорнера Беллы «Бойня». Это первый фильм из  «кавалерийской» трилогии Форда, в которой ему неизменно помогал актёр Джон Уэйн. Этот творческий дуэт заложил основы классического американского вестерна.
Картина получила призы за лучшую режиссуру и лучшую операторскую работу (в чёрно-белом фильме) на кинофестивале в Локарно, а также номинировалась на премию Гильдии сценаристов США за лучший сценарий к американскому вестерну. Кроме чёрно-белой, существует и колоризированная версия фильма.

## Сюжет
«Как ни странно, чаще всего история запоминает не достойных людей, верных долгу и чести, а сорвиголов, которые во имя собственной славы рискуют собой и всеми вокруг».
Полковник Терсдей принял командование фортом Апачи — пожалуй, наираспоследнейшей «дырой» на фронтире. Здесь приходится биться не с великими племенами вроде сиу или шайеннов, а всего лишь укрощать остатки апачей, которых и так уже почти всех загнали в резервации. Разве тут обретёшь славу и доблесть?
Но кто ищет, тот найдёт. Оказывается, апачи вовсе даже не сломленный народ. Среди них тоже есть великие вожди, например, Кочис, о которых шумит пресса. И это необходимо использовать.
Посланный на переговоры с индейскими вождями капитан Йорк дал им своё слово, что если племя вернётся из Мексики на территорию США, с индейцами будут говорить только о мирном сосуществовании. Откуда он мог знать, что у полковника на этот счёт абсолютно другое мнение и глубоко заходящие планы. Да, Терсдей готов говорить с индейцами, но не готов их уважать. Готов погибнуть в бою против апачей, но при этом урвать от них кусочек славы. Готов ради собственных амбиций потерять практически весь полк...
Кто спустя время вспомнит об исполнивших свой долг солдатах и офицерах, погибших в безумной атаке на многократно превосходящие силы индейцев? Зато полковник, поведший их в эту бойню, останется национальным героем. Таковы законы истории.

## В ролях
- Джон Уэйн — капитан Кирби Йорк[2]
- Генри Фонда — полковник Оуэн Терсдей
- Ширли Темпл — Филадельфия Терсдей
- Джон Агар — лейтенант Майкл Шеннон О’Рурк
- Дик Форан — сержант Куинкэннон
- Педро Армендарис — сержант Бьюфорт
- Уорд Бонд — старший сержант Майкл О’Рурк
- Джордж О’Брайен — капитан Сэм Коллинвуд
- Виктор МакЛаглен — сержант Фестус Малкэхи
- Анна Ли — мисс Эмили Коллинвуд
- Айрин Рич — Мэри О’Рурк
- Гай Кибби — капитан доктор Уилкенс
- Мовита Кастанеда — Гваделупа
- Грант Уитерс — Силас Микэм

В титрах не указаны
- Фрэнк Фергюсон — газетчик
- Фрэнсис Форд — Фен, стражник